# Koschener Kanal
Der Koschener Kanal (auch Überleiter 12; niedersorbisch Kóšynkojski kanal) ist eine schiffbare künstlich geschaffene Wasserstraße im Landkreis Oberspreewald-Lausitz in Brandenburg. Der Kanal verbindet auf einer Länge von 1050 Metern den Senftenberger See mit dem Geierswalder See. Der Bau begann am 16. Oktober 2007 und die Inbetriebnahme konnte am 1. Juni 2013 erfolgen. Der Kanal verfügt über eine Schleuse und wird von Fahrgastschiffen wie Sportbooten befahren. Die Bundesstraße 96 wird in einem 64 Meter langem Tunnel unterquert. Ein weiterer Schiffstunnel unterquert die Schwarze Elster auf 90 Metern Länge.